# Rothium
Rothium is een geslacht van kevers uit de familie van de kortschildkevers (Staphylinidae).

## Soorten
- Rothium ashlocki Ahn & Ashe, 1996
- Rothium evansi Ahn & Ashe, 1996
- Rothium giulianii Moore, 1978
- Rothium littoralis Klimaszewski & Peck, 1998
- Rothium pallidus Ahn & Ashe, 1996
- Rothium sonorensis Moore & Legner, 1977